# Gagrella hasseltii
Gagrella hasseltii is een hooiwagen uit de familie Sclerosomatidae.